# Parque Natural Tricahue

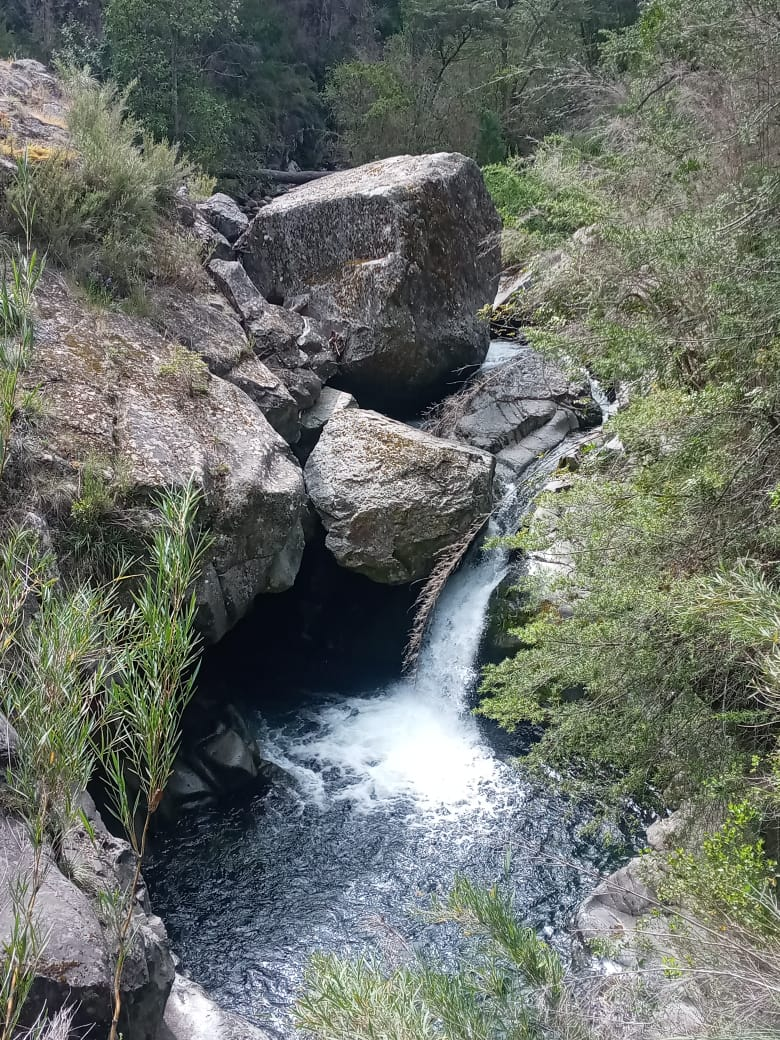
Pozones que se forman a lo largo del río, dado su relieve irregular.

El Parque Natural Tricahue es una reserva natural de carácter privada ubicada en Chile, más específicamente en la comuna de San Clemente, provincia de Talca,  Región del Maule. Debe su nombre a la gran cantidad de loros tricahues (Cyanoliseus patagonus) presente en la zona. Funciona con base en tres ejes, conservación, investigación y fomento a la actividad al aire libre. Más información y contacto en la página web del parque.

## Localización

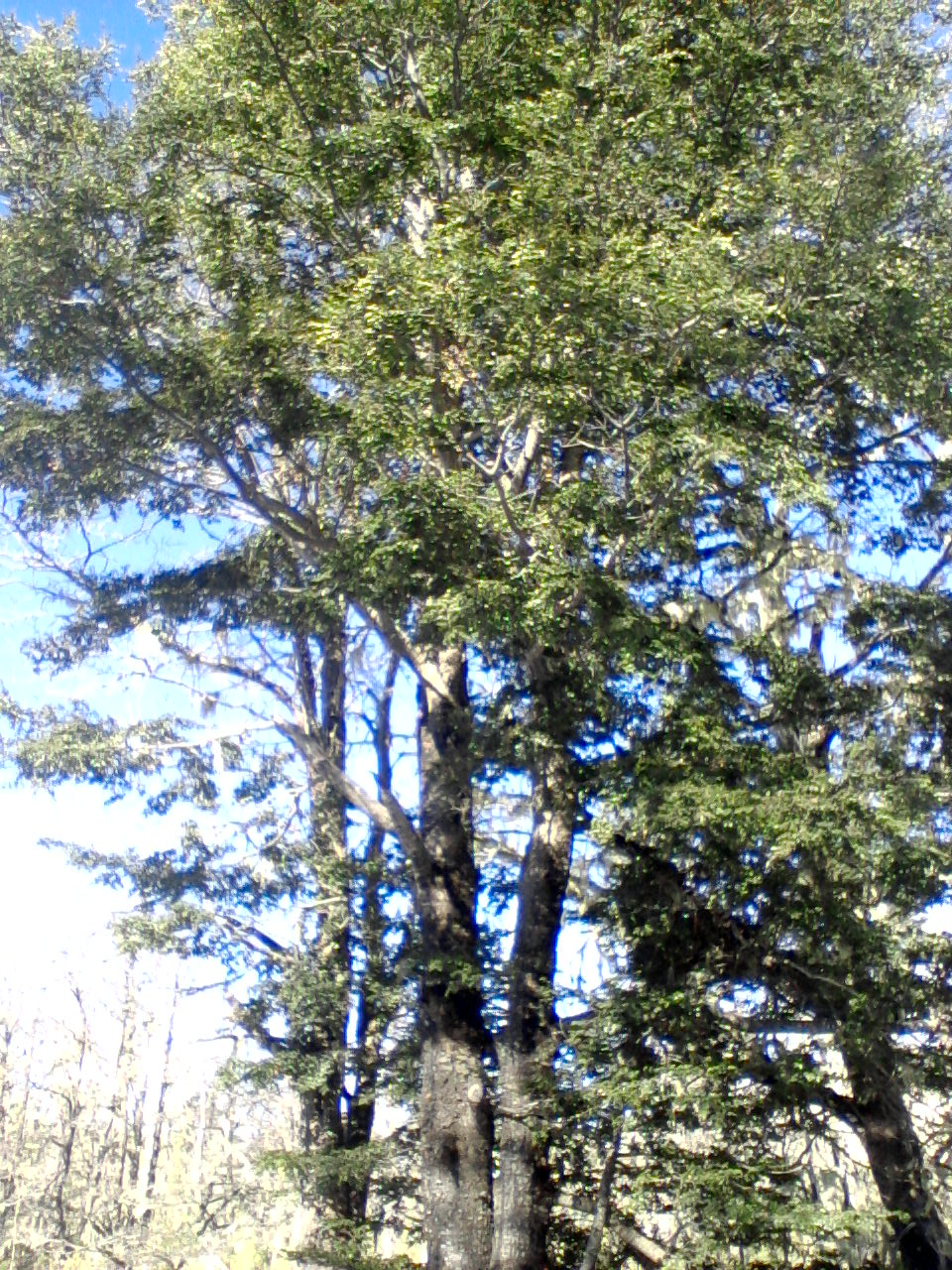
Árbol característico del Parque Natural Tricahue

El parque se encuentra a 70 km al noreste de Talca (1 hora en vehículo), 134 km al sureste de Curicó, 106 km al sureste de la localidad de Molina y 322 km al sur de la capital, Santiago.
Para acceder al parque desde la ciudad de Talca se debe salir en dirección este hacia el Paso Internacional Pehuenche. En el km 70 después de cruzar el río Maule, debes tomar el desvío a la izquierda (Norte) que hasta un puente de una vía (Puente Claro o de Los Vientos).
Pasado el Puente de los Vientos, el camino esta señalizado hasta la administración y acceso del Parque Natural Tricahue. Hay estacionamiento amplio y Recepción.

## Flora y fauna
En este amplio parque, es posible encontrar vegetación abundante y variada en la que predomina la estepa altoandina del Maule y el bosque caducifolio, formado por especies nativas de Chile como arrayán ( luma apiculata), roble (Nothofagus obliqua), raulí (Nothofagus alpina), ñirre (Nothofagus antarctica) y hualo (Nothofagus glauca), siendo posible apreciar también radal (Lomatia hirsuta), coigüe (Nothofagus dombeyi), avellano (Gevuina avellana), ciprés de la cordillera (Austrocedrus chilensis), olivillo (Aextoxicon punctatum), y laurel (Laurelia sempervirens), entre otros.

### Aves

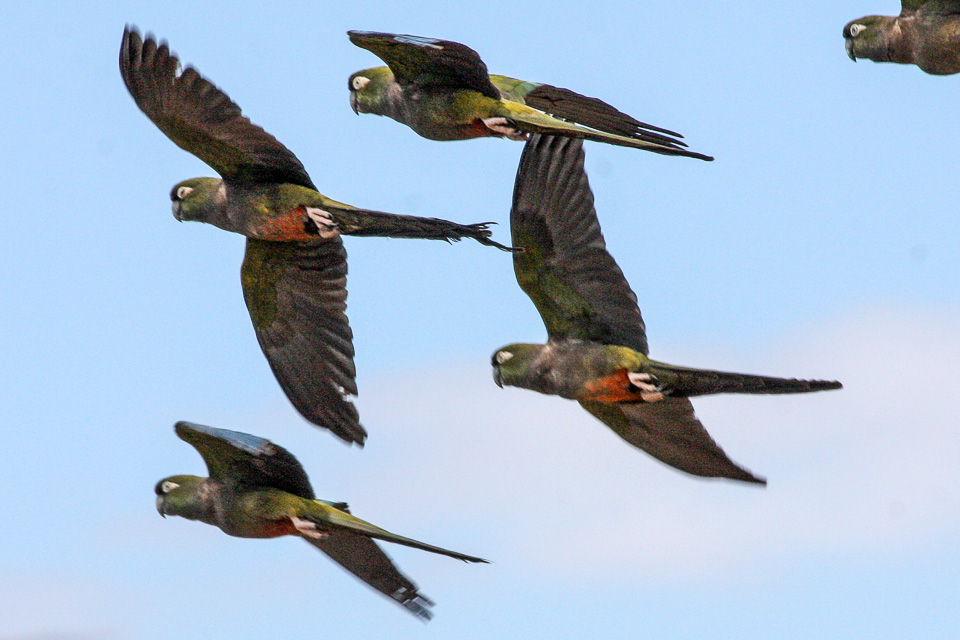
Loros tricahues (Cyanoliseus patagonus), especie de aves características del sector y a la que debe su nombre el Parque Natural Tricahue.

Águila chilena (Geranoaetus melanoleucus), aguilucho (Geranoaetus polyosoma), bandurria (Theristicus caudatus), cachudito (Anairetes parulus), carpintero negro (Campephilus magellanicus), carpinterito (Veniliornis lignarius), chercán (Troglodytes aedon), chuncho (Glaucidium nana), codorniz (Coturnix coturnix), cóndor de los Andes (Vultur gryphus), diuca (Diuca diuca), gallinita ciega (Systellura longirostris), halcón peregrino, halcón perdiguero (Falco femoralis), huairavo (Nycticorax nycticorax), jote de cabeza roja (Cathartes aura), loro tricahue (Cyanoliseus patagonus), principal ave del parque que en su momento estuvo en peligro de extinción, pato cortacorrientes (Marganetta armata), peuco (Parabuteo unicinctus), picaflor chico (Sephanoides sephaniodes), picaflor gigante (Patagona gigas), pidén (Pardirallus sanguinolentus), pitío (Colaptes pitius), queltehue (Vanellus chilensis), tenca (Mimus thenca), torcaza, (Patagioenas araucana), tordo (Molothrus bonariensis), tórtola común (Zenaida auriculata), tucúquere (Bubo magellanicus), viudita (Colorhamphus parvirostris), y zorzal (Turdus falcklandii).

### Mamíferos
En esta área, es común encontrar mamíferos como: chingue (Conepatus chinga), conejo (Oryctolagus cuniculus), degú común (Octodon degus), gato colocolo (Leopardus colocolo), gato güiña (Leopardus guigna), laucha cola larga (Oligoryzomys longicaudatus), lauchón orejudo (Phyllotis darwini), liebre (Lepus sp.), murciélago común (Tadarida brasiliensis), murciélago orejudo (Histiotus montanus), puma (Puma concolor), quique (Galictis cuja), rata gris (Rattus norvegicus), ratoncito lanoso (Abrothris longipelis), vizacacha (Lagidium viscacia), yaca (Thylamys elegans), zorro chilla (Lycalopex griseus), y zorro culpeo (Lycalopex culpaeus).

### Reptiles
También es posible encontrar gran variedad de reptiles, entre los que destacan: culebra cola corta (Tachymenis chilensis), culebra cola larga (Philodryas chamissonis), gruñidor del sur (Pristidactylus torquatus), lagartija de los montes (Liolaemus monticola), lagartija de Schroeder (Liolaemus schroederi), lagartija esbelta (Liolaemus tenuis), lagartija lemniscata (Liolaemus lemniscatus), lagartija negroverdosa (Liolaemus nigroviridis), y lagarto nítido (Liolaemus nitidus).

## Atractivos

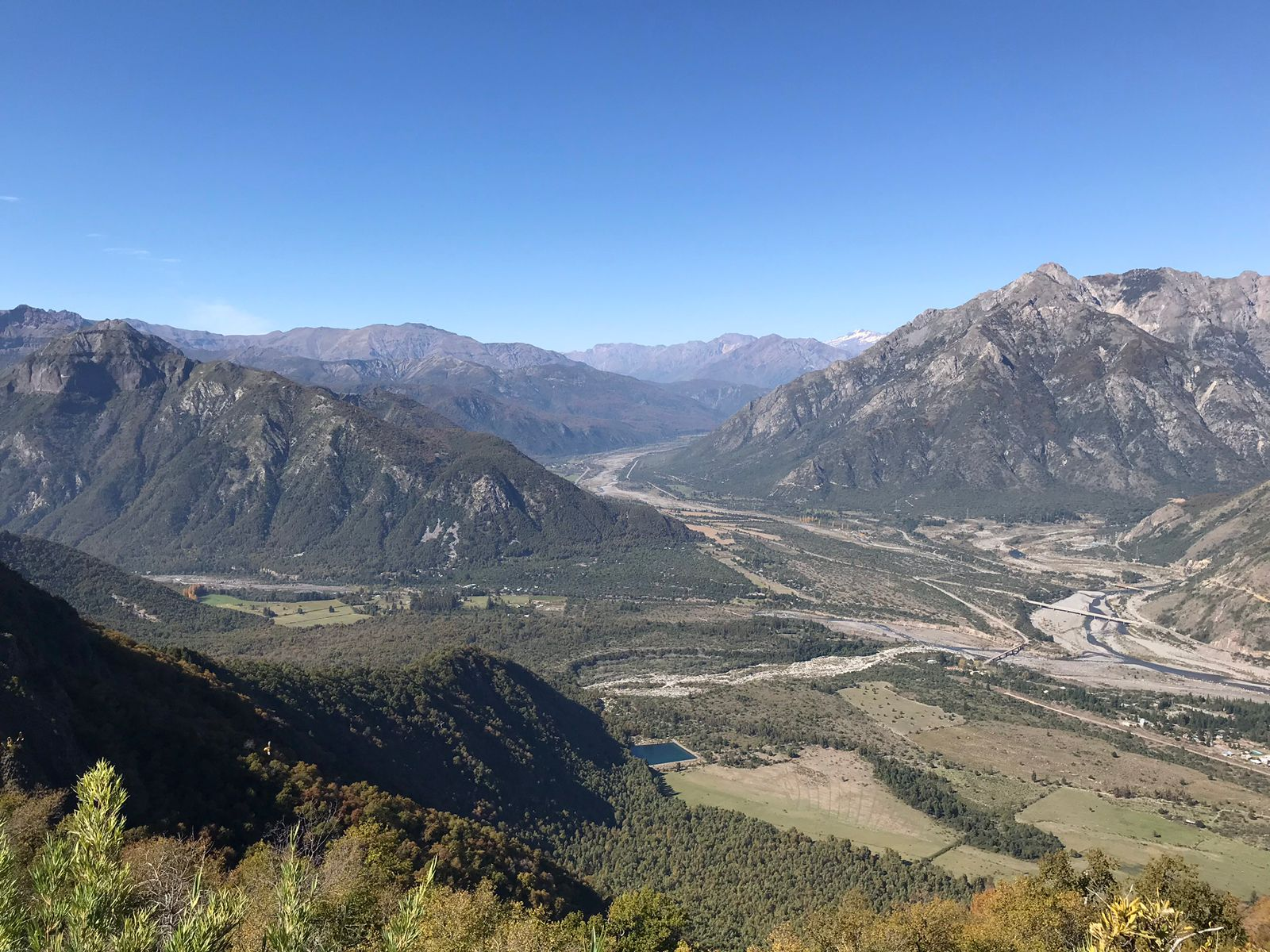

El Parque Natural Tricahue es un sector privado con fines de conservación que se encuentra  en constante desarrollo.
En conjunto con otras organizaciones, instituciones educativas y privados, el Parque Tricahue espera convertirse en un foco de conservación ambiental y cultural, que permita el cuidado del bosque esclerófilo o «monte», bosque caducifolio compuesto principalmente por hualo o roble maulino, los límites septentrionales de los bosques siempreverdes y la importante cuenca del Estero Tricahue que alimenta al río Claro.
El parque cuenta con senderos de distinta exigencia y características para satisfacer los intereses y capacidades de los visitantes. Transición de diferentes bosques, flora endémica, aves en distintos ambientes, insectos, reptiles, hongos y paisajes precordilleranos conforman este entorno silvestre.
Es posible recorrer el Sendero Siempreverde, Los Pozones, el Sendero Interpretativo, el Sendero La Meseta del Alto, el Sendero al Refugio y un circuito de ciclismo de montaña.